# Brucea erythraeae
Brucea erythraeae là một loài thực vật có hoa trong họ Thanh thất. Loài này được Emilio Chiovenda mô tả khoa học đầu tiên năm 1912.